# Кастиљоне (Вербано-Кузио-Осола)
Кастиљоне (итал. Castiglione) је насеље у Италији у округу Вербано-Кузио-Осола, региону Пијемонт.
Према процени из 2011. у насељу је живело 140 становника. Насеље се налази на надморској висини од 511 м.